# تالار مارینسکی
تئاتر مارینسکی (به روسی: Мариинский театр) سالن اپرا و باله در شهر سن پترزبورگ روسیه است که قدمتی ۱۵۰ ساله دارد. این سالن در سال ۱۸۶۰ افتتاح شد و به محلی برجسته برای اجرای آثار شاخص آهنگسازان اواخر سده نوزدهم مانند چایکوفسکی، موسورگسکی و ریمسکی کرساکف تبدیل گردید. امروزه خانهٔ اپرا، ارکستر و باله مارینسکی است.

## نگارخانه

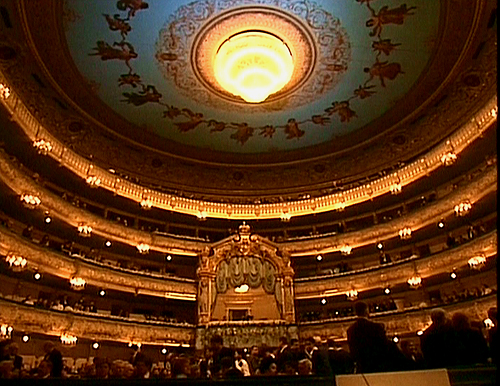
نمای سقف و بالکن‌ها
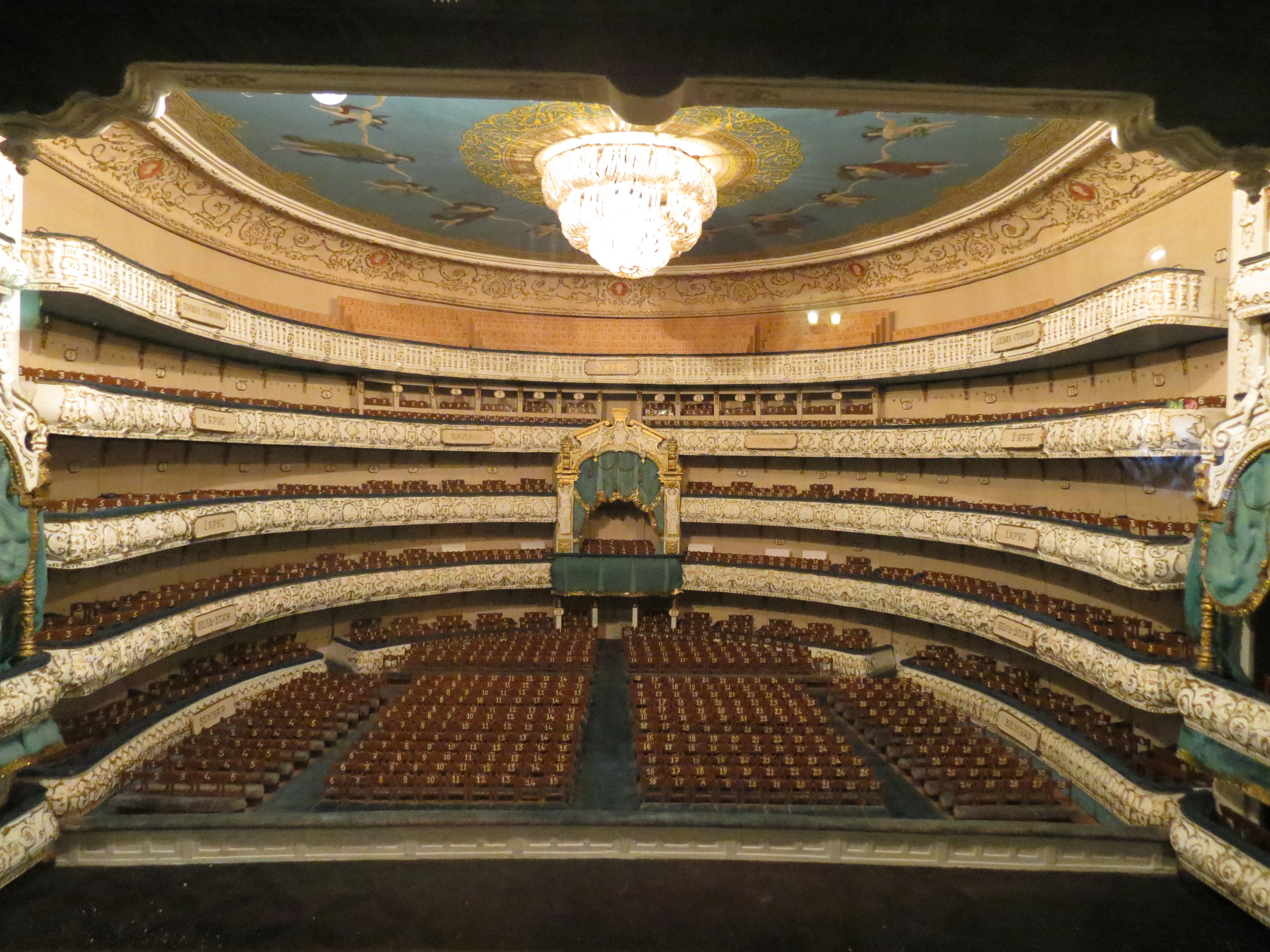
نمای صندلی‌های همکف از سن
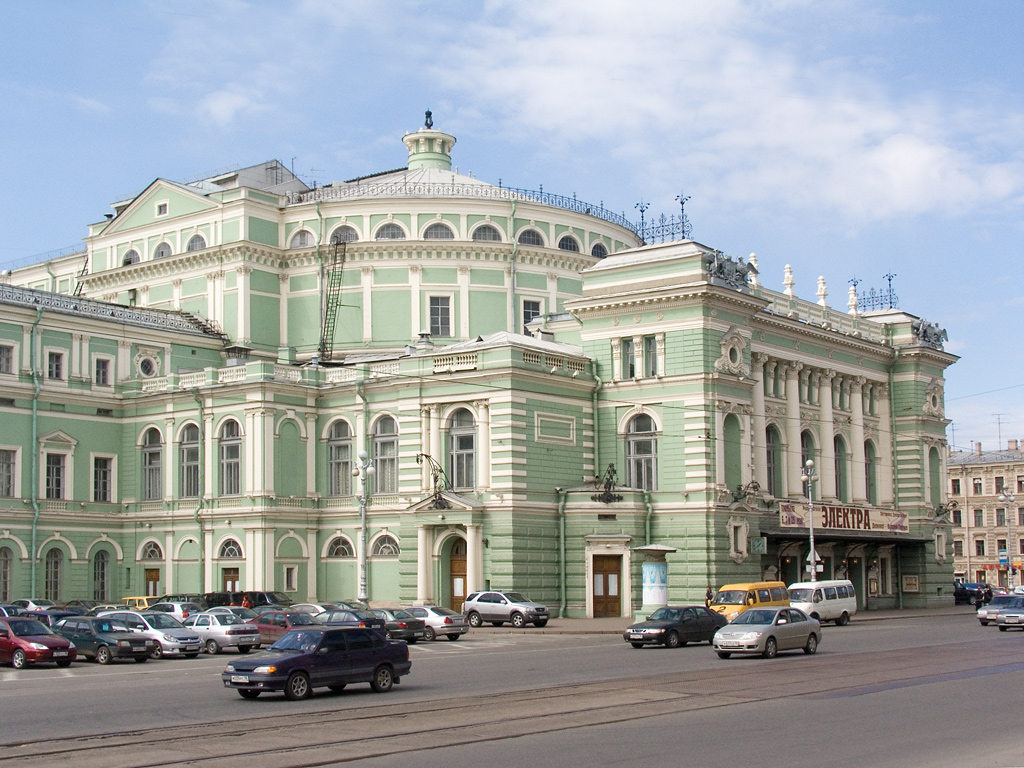
ساختمان تئاتر مارینسکی
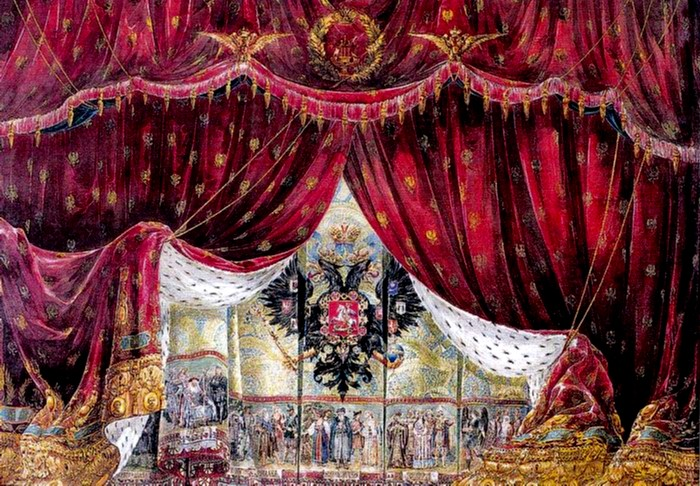
طراحی پرده مجلل سالن در دوره امپراتوری که تا ۱۹۱۴ پابرجا بود.